# Kateřina Bohatová
Kateřina Bohatová, rozená Šildová, (* 17. července 1984 Šternberk) je česká divadelní, muzikálová a seriálová herečka a zpěvačka.

## Život a studia
Narodila se ve Šternberku, vyrůstala v Mohelnici.
Vystudovala hudebně-dramatický obor na pražské konzervatoři u profesorů Jany Preissové a Jaroslava Satoranského.[zdroj?]
V prosinci roku 2017 se provdala[zdroj?] a roku 2019 se jí narodil syn Matyáš.

## Divadlo
Už během studií na konzervatoři hostovala v Národním divadle, v paláci Kolowrat v inscenaci Ivo Krobota Ruce Venušiny a úzce spolupracovala s Černým Divadlem Jiřího Srnce. Záhy vstoupila do světa hudebního divadla, jako Demetra v české premiéře Webberova muzikálu Kočky (Cats) v Divadle Milénium Praha. Pak už následovaly role další, jejich kompletní seznam naleznete níže. Mezi ty nejvýznamnější role patří: Kathy Seldonová i Lina Lamontová v muzikálu Zpívání v dešti (Singing in the rain), Winnifred v Limonádovém Joeovi, Millie Dillmountová v muzikálu Hledá se muž, Zn: Bohatý! (Thoroughly Modern Millie), Roxie v legendárním Chicagu, Lorraine v Srdcovém králi (All Shook Up), Tereza v hudební komedii Kdyby tisíc klarinetů nebo Agnes či Rózi v kultovním muzikálu Daniela Landy Krysař. Mezi další zajímavá shledání řadí lyrikál Michala Horáčka Kudykam. Za zcela mimořádné sama Kateřina považuje své účinkování v Bersteinově Mši (MASS).[zdroj?]
V současné době je k vidění v inscenacích Smutná neděle (Vršovické divadlo Mana), Miluji Tě, ale… (I love you, you are perfect, now change), kterou již téměř devět sezón uvádí Divadlo Palace Praha. Jako Anastasia Steele v muzikálové parodii 50 odstínů (Divadlo Radka Brzobohatého), Lina Lamont ve Zpívání v dešti (Jihočeské divadlo) a v neposlední řadě jako Líza Doolittle v MY FAIR LADY (DFXŠ Liberec).

## Divadelní role
Divadlo Josefa Kajetána Tyla (DJKT) v Plzni
- Kathy Seldon - Zpívání v dešti (Singing in the rain)
- Winnifred - Limonádový Joe
- Roxie Hart - Chicago
- Millie Dilmount - Hledá se muž: Zn. Bohatý! (Thoroughly Moderne Millie)
- Žena 2 - Miluju Tě, ale... (I love you, you're perfect, now change)
- Tessie Taura - Gypsy
- Mabel - Fantom Morrisvillu
- Monty Python's Spamalot

Divadlo Kalich v Praze
- Annie - Jack Rozparovač
- Patty - Pomáda (Grease)
- Lorraine - Srdcový Král (All Shook Up!)
- Agnes - Krysař
- Vlasy (Hair) (KvětiNOVÉ děti)
- Jana - Biograf Láska
- Sylvie - Srdcový král (All Shook Up!)

Hudební divadlo Karlín v Praze
- María - Carmen
- Bambi Bernét - Vražda za oponou (Curtains)
- Producenti, Jesus Christ Superstar

Divadlo F. X. Šaldy v Liberci
- Lina Lamont - Zpívání v dešti (Singing in the rain)
- Eliza Doolittle - My Fair Lady

Divadlo Radka Brzobohatého v Praze
- Anastasia Steele - 50 odstínů!
- Starostka - Freddie

Divadlo Pod Palmovkou v Praze
- Tereza - Kdyby tisíc klarinetů
- Dívka - Krvavá svatba

Divadlo Milénium v Praze
- Demetra - Kočky (Cats)

Jihočeské divadlo v Českých Budějovicích
- Lina Lamont - Zpívání v dešti (Singing in the rain)

Státní opera v Praze
- Mňaudámička Tre - Kudykam

Divadlo Palace v Praze
- Žena 1 - Miluju Tě, ale... (I love you, you're perfect, now change)

Vršovické divadlo MANA v Praze
- Helena - Smutná neděle

Divadlo Kolowrat - Národní divadlo v Praze
- Dívka - Ruce Venušiny

Divadlo Na Fidlovačce v Praze
- Hledá se muž: Zn. Bohatý! (Thoroughly Moderne Millie)

Divadlo Hybernia v Praze
- Lina Lamont - Zpívání v dešti (Singing in the rain)

další divadelní projekty
- Bernstein Mass: Mše

Po boku Jana Ciny vystupuje v recitálu MALÝ PRINC - doprovázeni symfonickým orchestrem či smyčcovým kvartetem (Unique Quartet) pod taktovkou Kryštofa Marka.

## Účinkování v seriálech
- Kristýna - seriál Horákovi (Česká televize)
- Kriminálka Anděl, Vinaři, Obchoďák, Svatby v Benátkách
- Stáňa - Agrometal (TV Prima)
- Parťák na baterky (TV Prima)

## Pěvecká praxe
Kromě divadla zároveň působí jako sólová zpěvačka Orchestru Karla Vlacha. Je vokalistkou Marie Rottrové a Báry Polákové. Jako vokalistka doprovází též Vojtěcha Dyka s kapelou B-Side Band Brno. Věnuje se vlastní hudební tvorbě.[zdroj?]

## Dabing
- Frozen II - Ledové království II (královna Iduna)
- Dumbo (slečna Atlantis); hraná verze pohádky Dumbo
- Kung Fu Panda 3 (Mei Mei)
- Uglydolls (Mandy)
- My Little Pony: The Movie (Skystar)
- Strange Magic - Zázračné kouzlo (Marianne)
- Star Wars: Poslední z Jediů a Star Wars: Vzestup Skywalkera (Rose Tico)
- Ant-Man a Wasp (Ava/Ghost)
- Shang-Chi a legenda o deseti prstenech (Katy)
- Angry Birds, Playmobil ve filmu, Já, padouch, Temný dům,...